# Gregory K. Anderson

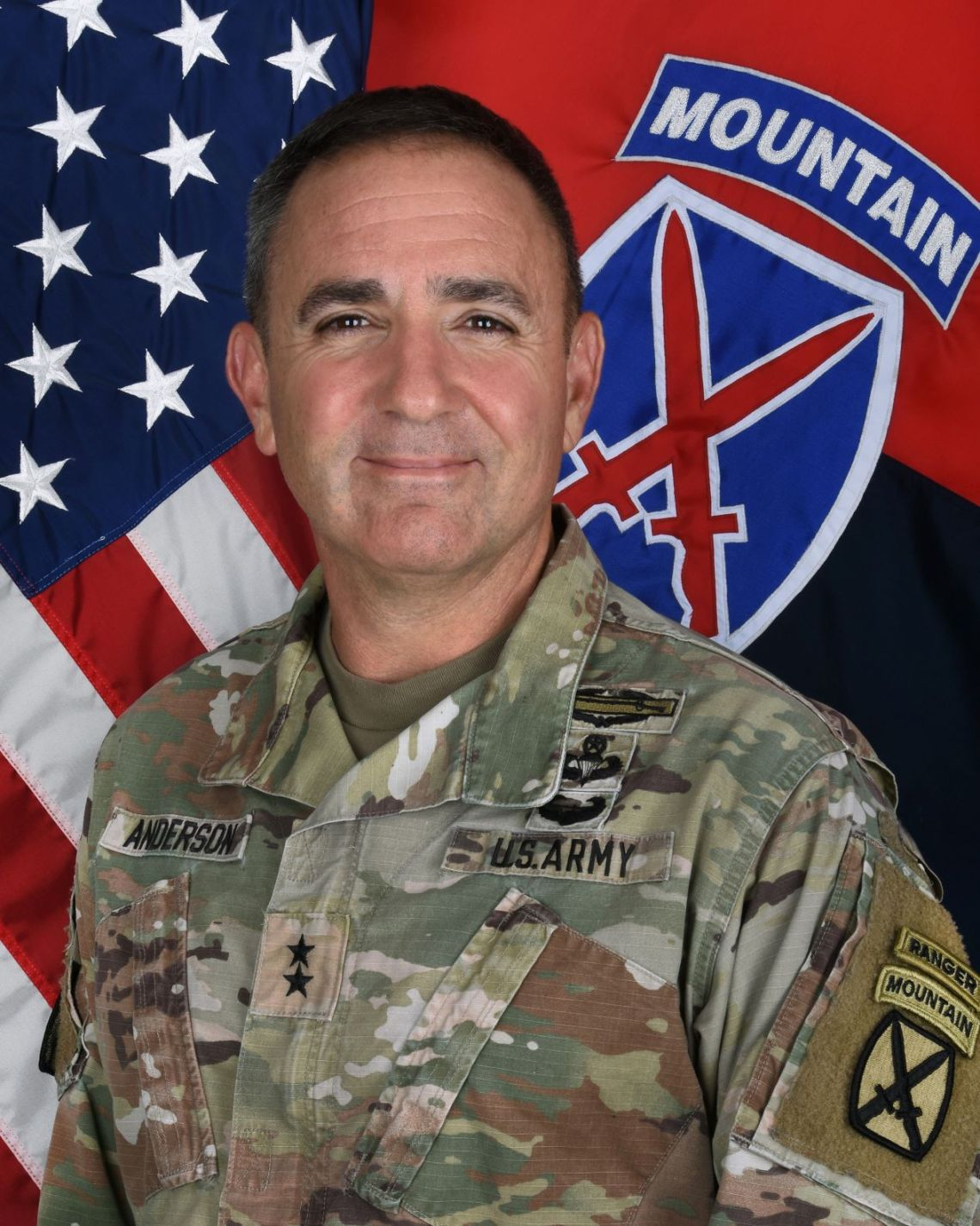
Gregory K. Anderson (2022)

Gregory K. Anderson (* um 1969 in  San José, Santa Clara County, Kalifornien) ist ein Generalleutnant der United States Army. Seit Dezember 2024 ist er Kommandierender General des XVIII Airborne Corps.
In den Jahren 1987 bis 1991 durchlief Anderson die United States Military Academy in West Point. Nach seiner Graduation wurde er als Leutnant der Infanterie zugeteilt. In der Armee durchlief er anschließend alle Offiziersränge vom Leutnant bis zum Zwei-Sterne-General.
In seinen jüngeren Jahren absolvierte er den für Offiziere in den niederen Rangstufen üblichen Dienst in verschiedenen Einheiten und Standorten. Dazu gehörten auch Aufgaben als Stabsoffizier in verschiedenen Hauptquartieren. Anderson kommandierte militärische Einheiten auf fast allen Ebenen bis hin zum Divisionskommandeur. Er war unter anderem Bataillonskommandeur beim U.S. Army Network Enterprise Technology Command und als Oberst Kommandeur der 173. Luftlandebrigade, die in Vicenza in Italien stationiert ist.
Anderson nahm unter anderem an Militäroperationen bzw. Manövern in Haiti, Panama, Bosnien, dem Baltikum, dem Irak und in Afghanistan teil. Am 2. Juni 2019 erreichte er mit seiner Beförderung zum Brigadegeneral die Generalsränge.
Zwischen Juli 2018 und Juni 2019 leitete Gregory Anderson die G4 Stabsabteilung der 10. Gebirgsdivision in Fort Drum. Teile der Division waren damals auch an der Operation Inherent Resolve im Irak beteiligt. Dabei war Anderson zwischenzeitlich auch dort stationiert. Nach seiner Zeit im Stab der 10. Gebirgsdivision wurde er im Juni 2019 auf die MacDill Air Force Base in Florida versetzt. Dort wurde er Stabsoffizier in der J5 Abteilung des United States Central Commands. Dieses Amt hatte er bis zum Juni 2021 inne.
Daran schloss sich eine Versetzung zum Stab des United States Africa Commands an, der sein Hauptquartier entgegen dem Namen in Stuttgart hat. Dort war Anderson zwischen Juli 2021 und August 2022 in der J3 Abteilung für Operationen tätig. In diese Zeit fiel am 2. September 2021 seine Beförderung zum Generalmajor. Im September 2022 erhielt er das Kommando über die 10. Gebirgsdivision. Dieses Kommando übte er bis Mai 2024 aus. Dann wurde er von Generalmajor Scott Naumann abgelöst. Anderson übernahm am 6. Dezember 2024 das Kommando über das XVIII Airborne Corps und wurde zum Generalleutnant befördert.

## Orden und Auszeichnungen
Gregory Anderson wurden im Lauf seiner bisherigen militärischen Laufbahn unter anderem die Defense Superior Service Medal, der Orden Legion of Merit und die Bronze Star Medal verliehen.